# Paul Nougé
Paul Nougé (* 13. Februar 1895 in Brüssel; † 6. November 1967 ebenda) war ein belgischer Dichter, Essayist und Kunstkritiker französischer Sprache.

## Leben und Werk
Paul Nougé, der einen französischen Vater (aus der Charente) hatte, war Biochemiker und arbeitete von 1919 bis 1953 in einem Brüsseler Laboratorium. 1921 gehörte er zu den Gründungsmitgliedern der Kommunistischen Partei Belgiens. Mit Marcel Lecomte und Camille Goemans (1900–1960) gründete er 1924 die Zeitschrift Correspondance, zu der wenig später auch René Magritte stieß. 1925 traf er die französischen Surrealisten, André Breton, Louis Aragon und Paul Éluard und gehörte zu den Unterzeichnern der Kampfschrift La Révolution d’abord et toujours (Als erstes und immer: Revolution). Er wurde zunehmend zum aktivsten Kopf und Theoretiker der belgischen Surrealisten, eine Art belgischer André Breton.
Als Sohn eines Franzosen machte er 1939 Kriegsdienst in Südwestfrankreich. 1943 veröffentlichte er in Brüssel die Schrift René Magritte ou les images défendues, doch wurde der Hauptteil seines theoretischen Werks erst 1956 von Marcel Mariën publiziert (unter dem Titel Histoire de ne pas rire), desgleichen seine Gedichte 1966 (unter dem Titel L’expérience continue). Da er 1953 aus seinem Arbeitsverhältnis entlassen wurde, verbrachte er die letzten 14 Jahre seines Lebens unter materiellen Schwierigkeiten. Der überwiegende Teil seines Werkes erschien postum. Er war Gegenstand eines Kolloquiums und mehrerer Biographien.

## Werke (Auswahl)

### Zu Lebzeiten erschienen
- La conférence de Charleroi. Miroir infidèle, Brüssel 1946. Allia, Paris 2020.
- Un portrait d’après nature ou l’histoire telle qu’on la crée. Les Lèvres nues, Brüssel 1955.
- Histoire de ne pas rire.  Les Lèvres nues, Brüssel 1956. Éditions l’Âge d’homme, Lausanne 1980. (Vorwort von  Marcel Mariën)
- L’Expérience continue. Les lèvres nues, Brüssel 1966. L’Âge d’homme, Lausanne 1981.

### Postum erschienen
- Journal 1941–1950. Les Lèvres nues, Brüssel 1968. Devillez, Brüssel 1995.
- Notes sur les échecs. Les Lèvres nues, Brüssel 1969. (Vorwort von Denis Marion)
- Esquisse d’un hymne à Marthe Beauvoisin. Les Lèvres nues, Brüssel 1970.
- Des mots à la rumeur d’une oblique pensée. L’Âge d’homme, Lausanne 1983.
- Fragments. Hrsg. Frans De Haes und Marc Quaghebeur. Labor, Brüssel 1983.
- Érotiques. D. Devillez, Brüssel 1994.
- Quelques bribes. Hesg. Marc Quaghebeur. Devillez, Brüssel 1995.
- René Magritte (in extenso). Hrsg. Virginie Devillez. D. Devillez, Brüssel 1997. (Vorwort von Olivier Smolders)
- Fragments. D. Devillez, Brüssel 1998. (Vorwort von Daniel Laroche)
- La Musique est dangereuse. Écrits autour de la musique. Hrsg.  Robert Wangermée. Didier Devillez, Brüssel 2001.
- Au palais des images les spectres sont rois. Écrits anthumes 1922–1967. Éditions Allia, Paris 2017. (Gesammelte Werke)